# 음양검 - 간장막야
《음양검 - 간장막야》(중국어: 劍·干將莫邪)은 2019년 공개된 중국의 액션 영화이다.

## 출연

### 주연
- 류택정
- 청 투오지앙

### 조연
- 라오 바오
- 디 리우
- 나 상
- 하의만